# Hololena pearcei
Hololena pearcei là một loài nhện trong họ Agelenidae.
Loài này thuộc chi Hololena. Hololena pearcei được Ralph Vary Chamberlin & Wilton Ivie miêu tả năm 1942.